# Acantopsis choirorhynchos
Acantopsis choirorhynchos es una especie de pez cipriniforme de la familia de los cobítidos.

## Morfología
Los machos pueden llegar alcanzar los 30 cm de longitud total.

## Hábitat
Vive en zonas de clima tropical.

## Distribución geográfica
Se encuentra en la India, Birmania, Tailandia, Malasia ,  Indonesia (Sumatra y  Java ), Borneo y Vietnam, incluyendo los ríos Chao Phraya y Mekong.